# Звонки (фильм, 2017)
«Звонки» (англ. Rings, также известный в Японии как Звонок: Перерождение и Звонок 3 в Латинской Америке) — американский фильм ужасов о сверхъестественном 2017 года режиссёра Хавьера Гутьерреса по сценарию Дэвида Луки, Джейкоба Аарона Эстеса и Акивы Голдсмана с Матильдой Лутц, Алексом Роу, Джонни Галэки, Эйми Тигарден, Бонни Морган и Винсентом Д’Онофрио в главных ролях. Это третья и последняя часть серии «Звонок» после «Звонка» (2002) и «Звонка 2» (2005). Он основан на элементах «Спирали» Кодзи Судзуки.
Первоначально Paramount Pictures планировала снять третий фильм под названием «Звонок 3-D» в начале 2014 года, и Гутьеррес подписал контракт на постановку фильма по сценарию, написанному Голдсманом, Лукой и Аароном Эстесом. Основные съемки начались 23 марта 2015 года в Атланте и завершились 31 мая 2015 года. Повторные съемки прошли в июле 2016 года.
Звонки были выпущены в США 3 февраля 2017 года и заняли второе место в прокате. Несмотря на негативную критику, он собрал 83 миллиона долларов по всему миру при его бюджете в 25 миллионов долларов.

## Сюжет
В самолёте, направляющемся в Сиэтл, пассажиры Картер и Келли обнаруживают, что оба они смотрели проклятую видеокассету Самары Морган, и понимают, что их семидневный срок закончился. На всех мониторах на борту начинает показываться изображение колодца, а затем появляется и сама Самара, что приводит к крушению самолёта.
Два года спустя профессор колледжа Гэбриэль Браун покупает старый видеомагнитофон, когда-то принадлежавший Картеру, и обнаруживает видеокассету внутри. Тем временем, молодая девушка Джулия провожает своего бойфренда Холта в колледж, но начинает беспокоиться, когда он перестаёт выходить на связь в течение долгого времени. Она решает отправиться к нему сама, когда неожиданно ей по скайпу звонит паникующая девушка Скай, спрашивая о местонахождении Холта. В колледже Джулия встречает Гэбриэля и тайно следует за ним в частную область здания, где группа людей участвуют в эксперименте с проклятым видео, пытаясь разгадать его происхождение, а также передавая копии друг другу, чтобы выжить после просмотра.
Там Джулия находит Скай, которая привозит её в свой дом, чтобы дать ей посмотреть видео, поскольку за семь дней та не смогла найти себе «хвост», однако Холт по телефону Скай предупреждает Джулию об этом. Джулия запирается в ванной, а саму Скай убивает Самара. Холт прибывает вскоре после этого, и Джулия узнаёт, что он тоже замешан в этом. Джулия решает принять удар на себя и смотрит видео, после чего у неё происходит видение двери, а на руке девушки выжигается некий знак. Обратившись к Гэбриэлю за помощью, тот замечает, что размер копии видео Джулии больше обычного. Внутри копии обнаруживаются новые кадры, намекающие на судьбу тела Самары.
Гэбриэль отправляет ребят в город Сакрамент-Вэлли, где было захоронено тело Самары. Позже он понимает, что знак на руке Джулии — это шрифт Брайля, переводит его и выезжает вслед за ними, чтобы предупредить их о значении. Прибыв в город, Джулия и Холт отправляются в церковь, исследуя местное кладбище. Они находят могилу без опознавательных знаков, но когда проникают внутрь, ничего там не находят. Джулию и Холта обнаруживает сторож и приводит к слепому мужчине по имени Бёрк, который утверждает, что тело Самары было погребено местным священником, но вскоре после этого случилось наводнение, и Самару пришлось перезахоронить на отдалённом поле. Он также замечает знак на руке Джулии.
Выехав из города, Джулия и Холт натыкаются на место автокатастрофы и обнаруживают раненого Гэбриэля в выехавшей в кювет машине. Он пытается предупредить Джулию о своем открытии, но упавший на машину столб линии электропередачи убивает его. Испытав видение Эвелин, матери Самары, Джулия и Холт возвращаются в город. Пока Холт расспрашивает владелицу отеля Карен о судьбе Эвелин, Джулия идёт в церковь. Там она обнаруживает камеру под колокольней и находит доказательства того, что Эвелин была заперта там во время беременности, удерживаемая в плену изнасиловавшим её священником, прежде чем она сбежала через восемь с половиной месяцев.
Джулия навещает Бёрка и рассказывает о своих выводах. Неожиданно он нападает на неё, показывая, что он был не только тем самым священником, но и биологическим отцом Самары, ослепившим самого себя, чтобы проклятие дочери не добралось до него. После схватки Джулия сталкивает его вниз по лестнице и находит в спальне замурованные в стене останки Самары. Очнувшийся Бёрк пытается задушить Джулию, но в комнате появляется рой цикад, призывая Самару через экран телефона Джулии. Самара восстанавливает Бёрку зрение, чтобы убить его. Прибывает Холт, узнавший правду о священнике от Карен, и он вместе с Джулией сжигает кости Самары.
Вскоре после этого Джулия и Холт возвращаются домой. Пока Джулия принимает душ, Холт замечает у себя на телефоне голосовое сообщение от Гэбриэля, который предупреждает его о знаке Джулии. Холт самостоятельно переводит его, обнаруживая, что он означает «перерождение» (англ. rebirth). Джулия вытягивает из горла локон волос, из которого появляется цикада. Девушка смотрит в зеркало и видит в нём Самару вместо своего отражения. Копия видео Джулии внезапно неконтролируемо отправляется всем имеющимся контактам, делая его таким образом вирусным.

## В ролях
- Матильда Лутс — Джулия
- Алекс Роу — Холт Энтони
- Джонни Галэки — Габриэль Браун
- Винсент Д’Онофрио — Гэлен Бёрк
- Эйми Тигарден — Скай Джонстон
- Бонни Морган — Самара Морган
- Зак Рериг — Картер
- Лора Уиггинс — Фейт
- Лиззи Брошре — Келли
- Патрик Уокер — Джамал
- Чак Дэвид — Блю

## Производство
В 2010 году появились слухи о том, что продюсеры фильмов «Звонок» и «Звонок 2» Уолтер Паркс и Лори МакДональд могут принять участие в создании нового фильма в составе франшизы о Самаре Морган. Финансирование должна была обеспечить продюсерская кампания Paramount Pictures.

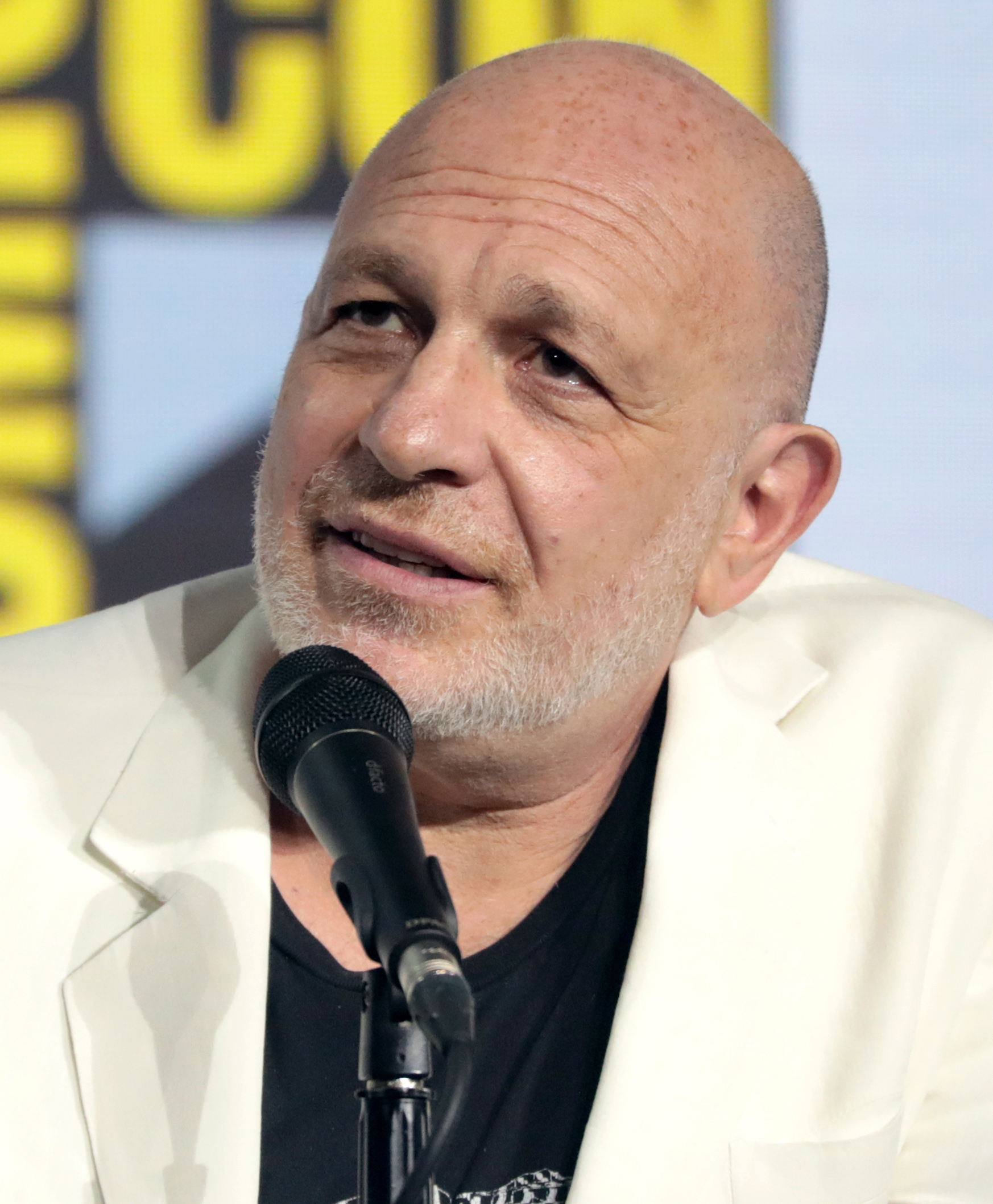
Сценарист Акива Голдсман

Компания Paramount Pictures первоначально объявила, что фильм будет выпущен под названием «Звонок 3D», а режиссёром выступит Хавьер Гутьеррес. В августе 2014 года компания вела переговоры с Акивой Голдсман, чтобы тот написал сценарий третьего фильма совместно с Дэвидом Лука и Джейкобом Аароном Эстесом. Окончательный текст сценария написал именно Акива Голдсман. Стремясь привлечь к просмотру фильма новых и молодых зрителей, авторы сценария сделали главной героиней картины молодую девушку (вместо разведённой матери из прошлых двух фильмов).
На начальном этапе производства фильма были распространены слухи о том, что создатели франшизы готовят приквел к предыдущим частям американской франшизы «Звонок», однако вскоре режиссер Франсиско Хавьер Гутьеррес опроверг эту информацию на своей странице в Твиттере.
В интервью режиссер фильма «Звонки» Ф. Хавьер Гутьеррес заявил, что его пригласили продюсеры проекта, когда сценарий находился в работе уже 4 года, а также он заявил следующее о своей работе над фильмом: «…мне оставалось лишь сгладить некоторые углы в соответствии с тем видением, которое я предложил студии. С самого начала мне хотелось, чтобы фильм был несколько менее академичным, не таким предсказуемо неповоротливым, как это иногда получается. Надеюсь, мне удалось внести динамику, экспрессию и в действия героев, и в их характеры». Помимо этого, он заявил о том, что он и другие создаетли фильма стремились осовременить окружающую персонажа фильма Самару Морган реальность, что дало возможность быстрее распространяться ее проклятию. По словам режиссера, были внесены изменения в проклятое видео, оно было расширено. Для работы над ним режиссер вдохновлялся картинами испанских сюрреалистов. Режиссер заявил, что персонажа Самару Морган оставили «почти такой же, какой она была пятнадцать лет назад».

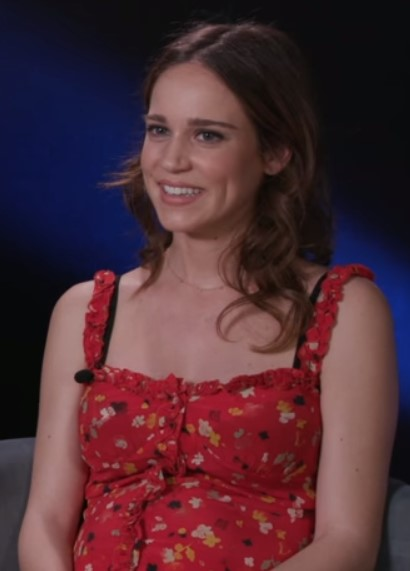
Матильда Анна Ингрид Лутц

В ноябре 2014 года Гутьеррес выложил в Instagram фото, в котором фигурировало нынешнее название фильма «Звонки». 16 января и 20 марта 2015 года Матильда Лутц и Алекс Роу соответственно получили главные роли. 27 марта 2015 года Эйми Тигарден присоединилась к актёрскому составу. 1 апреля 2015 года Джонни Галэки был назначен на роль профессора Габриэля, помогающего героям Холту и Джулии. По мнению автора одной из статей российского интернет-портала Film.ru., фильм был ориентирован на молодежь, так как в актёрском составе было много «молодых и привлекательных актёров», известных по телесериалам. Режиссер фильма Ф. Хавьер Гутьеррес заявил следующее о подборе на роли молодых актеров: «Я специально искал актеров со свежими лицами, чтобы зритель мог поверить в то, что это случилось не с какими-то голливудскими звездами, а с обычными парнем и девушкой, которые могут жить в соседнем с вами доме».
Фильм, по слухам, являлся приквелом, однако Гутьеррес опроверг эту информацию, заявив, что действие фильма происходит через 13 лет после событий «Звонка».
Основные съёмки фильма начались 23 марта 2015 года в Атланте, и завершились 31 мая. В июле 2016 года состоялись пересъёмки. В июне 2015 года в студии Paramount начался постпродакшн фильма, который закончился в ноябре 2016 года.
В фильме «Звонки» (2017) на роль Самары была взята актриса Бонни Морган, способная изгибать свои суставы самым невероятным образом. Помимо этого, ей нужно было носить контактные линзы, сложный латексный грим и особое устройство под платьем, которое позволяло Самаре постоянно капать водой. Во флешбеках Самару играла актриса Дейви Чейз. На грим Самары актриса Бонни Морган ежедневно тратила по шесть с половиной часов.
Для рекламы фильма был организован розыгрыш в США. В магазине бытовой электротехники в Нью-Йорке загримированная под призрака Самары Морган актриса вылезала на покупателей из телевизионного приемника. Это пугало покупателей и повергало их в паническое бегство. Для рекламы фильма также студия Paramount выложила в интернет четыре ТВ-спота — по 15 секунд каждый.

## Релиз
Paramount Pictures объявила первоначальную дату релиза фильма в США 13 ноября 2015 года, однако в сентябре 2015 года фильм был снят с графика. В октябре 2015 года Paramount перенёс дату релиза на 1 апреля 2016 года. 17 февраля 2016 года выпуск фильма был вновь перенесён, на этот раз на 28 октября 2016 года, из-за выхода фильма «Паранормальное явление 5: Призраки в 3D». 22 сентября 2016 года окончательная дата релиза была назначена на 3 февраля 2017 года, чтобы избежать возможной конкуренции с фильмом «Уиджи. Проклятие доски дьявола».

### Маркетинг
Первый трейлер фильма был выпущен 24 августа 2016 года. Второй трейлер был выпущен 5 января 2017 года вместе с новым международным трейлером, содержащим новые кадры. В январе 2017 года Paramount выпустила розыгрыш, в котором актриса, одетая как Самара, выпрыгнула из телевизора, чтобы напугать невольных посетителей в магазине электроники. Видео набрало 200 миллионов просмотров за 24 часа на Facebook.

### Домашние СМИ
Звонки были выпущены в цифровом формате HD 21 апреля и на Blu-ray и DVD 2 мая 2017 года. Цифровые выпуски HD и Blu-ray включают закулисные интервью с актёрами и съемочной группой, удаленные / расширенные сцены и альтернативный финал.

## Кассовые сборы
«Звонки» собрал 27,8 млн $ в США и 55,3 млн $ в других странах. Общие сборы составили 83,1 млн $ при бюджете в 25 млн $.
В США фильм был выпущен 3 февраля 2017 года, и, согласно прогнозам, должен был собрать 12-14 млн $ в первый уик-энд. Картина заняла второе место в прокате после фильма «Сплит», собрав за первые три дня 13 млн $.

## Критика
Звонки получили в целом негативные отзывы критиков, став, таким образом, худшим в американской трилогии. На Rotten Tomatoes фильм имеет рейтинг одобрения 8 % на основе 113 обзоров и средний рейтинг 3,30/10. Критический консенсус сайта гласит: «Звонки могут предложить ярым поклонникам франшизы несколько избитых острых ощущений, но для всех остальных это может показаться бесконечной петлей запутанной мифологии и перефразированных сюжетных точек». На Metacritic оценка 25 из 100 на основе 23 критиков, что указывает на «в целом неблагоприятные отзывы». Аудитория, опрошенная CinemaScore, поставила фильму среднюю оценку «C-» по шкале от A+ до F, что ниже, чем B- и C+, полученные его предшественниками.
Алекс Гилядов из IGN дал фильму оценку 4,5 из 10, заявив, что он «выбирает ленивые страхи перед прыжком и запутанную историю происхождения, о которой никто не просил и не нуждался», но не отрицает, что в нём есть «некоторые леденящие кровь сцены и жуткие визуальные эффекты». Эрнан Хачадурян из Diario Popular охарактеризовал фильм как «более интересный, чем длинный фильм Вербинского», высоко оценив кинематографию, режиссуру и игру. Питер Трэверс из Rolling Stone дал фильму ноль звезд и назвал его «неудачной работой», которая страдает от «достойной демонстрации ужасности в режиссуре, сценарии и игре». Питер Собчински из RogerEbert.com дал одну звезду, назвав её «скорее утомительной, чем пугающей». А. А. Дауд из The A.V. Клуб отметил, что фильм был бледной имитацией американского ремейка 2002 года с точки зрения визуальных эффектов и структуры сюжета. Он также назвал персонажей фильма «безвкусными пустяками», сославшись на отсутствие у них развития в сюжете. Джон Сквайрс из Bloody Disgusting «немного покритиковал третий фильм», предполагая, что «сам фильм на самом деле намного лучше, чем его маркетинг, явно предназначенный для подростковой аудитории», и раскрытие финальной сцены в трейлере, а также фильм был «полностью лишен интриги отделом маркетинга».
Другие международные критики аплодировали фильму. Майк МакКахилл из The Guardian прокомментировал, что фильм «плавно заново изобретает колесо», отметив, что "удивительно сумасшедший финал с участием роящейся армии цикад слепого Винсента д’Онофрио достоин одного из лучших сиквелов «Изгоняющего дьявола». Хавьер Хименес Монтойя из Vavel также похвалил фильм, заявив, что «это шаг вперед в жанре ужасов», и приветствуя «его сильную, неожиданную концовку».
В целом негативный критический прием в США, наряду с более низкими, чем ожидалось, кассовыми сборами в США, был частично обвинен некоторыми критиками и фанатами в отмене новейшей части франшизы Paramount «Пятница, 13-е».
Окончательные цифры в мировом прокате подтолкнули Paramount к рассмотрению вопроса о создании нового фильма франшизы «Звонок».

### В России
Российский сайт «Мир фантастики» в статье о десяти худших фантастических фильмах, выбранных им из худших фильмов за 2017 год, приведенных интернет-агрегатором Rotten Tomatoes, посчитал фильм «Звонки» (2017) худшим из 10. Согласно данным в статье, попытка осовременить фильм 2000-х гг. провалилась. В статье приведены недостатки фильма: предсказуемые скримеры, тривиальный сюжет и плохая компьютерная графика.
Российский интернет-портал «Film.ru» пишет, что фильм «Звонки» (2017) молодёжный, более технологичный и менее предсказуемый (чем предыдущие фильмы американской франшизы «Звонок»). Авторы сохранили истоки франшизы, а также ввели новшества: проклятое видео дополнено и переведено в цифровой формат, акцент истории сместился с Самары Морган на её биологическую мать. По данным интернет-портала, традиционный для подобных лент условный «Профессор» не дает, как обычно, советов по избавлению от духа, а, наоборот, старательно призывает его. В статье интернет-портала отмечены киноогрехи фильма «Звонки»: мертвая Самара растет, проклятое видео работает избирательно, имеются глупые поступки персонажей.
В рецензии «Российской газеты» фильм назван смешным. Отрицательно оценены диалоги в фильме, поступки персонажей, несостыковки в сюжете (в том числе с прошлыми фильмами франшизы), краткое и неловкое подражание фильму «Не дыши», наличие шаблонные сюжетных поворотов. Положительно оценена попытка Габриэля Брауна найти бессмертие при помощи Самары Морган.
В рецензии сайта «FatCatSlim.ru» отрицательно оценены действия персонажей, основная интрига фильма, изменения в мифологии американской франшизы «Звонок», а также то, что у Самары Морган мало экранного времени, а сам хоррор не пугает зрителя. Положительно оценена актерская игра Винсента Д’Онофрио и Джонни Галэки, «креатив в завязке» фильма, начальный эпизод, финальный твист.
Веб-сайт «Киноафиша» отмечает то, что фильм сохраняет традиции японско-американской франшизы «Звонок» и вносит новые детали в сюжет. В фильме использовано много хоррор-эффектов 2000-х годов, но есть и новые (полчища цикад, эпизод с кладбищем, сценам в доме у священника), основными приемами стали неожиданность и нагнетание. Персонажи Джулия и Холт названы не оригинальными и безликими. Образ профессора назван «более менее интересным», но недостаточно развитым.
В рецензии информационно-развлекательного портала «Weburg» фильм получил оценку 5 из 10. Положительно оценены ориентация фильма «Звонки» на фильм «Звонок» (2002), вступление фильма. Отрицательно оценены действия персонажей, еще то, что фильм не страшный, а также то, что он «скатывается в самоповторы и скуку». В рецензии отмечено, что создатели не сделали «ни нового сюжета, ни интересных героев, ни крышесносящих тайн прошлого».
В рецензии журнала «25-й кадр» фильм назван набором штампов, а также отмечено то, что кино скучное, в нем мало страшных моментов, а расследование Джулии названо затянутым. Автор отмечает проблемы с логикой повествования. В фильме есть удачные сюжетные находки: показано прошлое Самары и сообщество, которое ищет способ обмануть проклятие. Однако первое плохо реализовано из-за сценария, а со второй находки к середине фильма акцент смещается на Джулию. Отмечено, что спецэффектов стало больше, но нет пугающей атмосферы неизвестности. Положительно оценена актерская игра Винсента Д’Онофрио.

## Будущее
Выступая на CinemaCon, вице-председатель Paramount Роб Мур сказал, что, если фильм окажется успешным, ежегодно может повторяться больше сиквелов, которые заменят серию фильмов Paramount Паранормальное явление. Эти планы остались под вопросом после ухода Мура из компании. В послерелизном интервью преемница Мура, Меган Коллиган, сказала, что «время покажет», появится ли ещё одно продолжение. После ухода Коллигана обновлений о продолжении не поступало.
В сентябре 2019 года режиссёр «Проклятия» Николас Пеше проявил интерес к фильму-кроссоверу между «Проклятием» и американской серией фильмов «Звонок».